# Янівка Західна (Замостський повіт)
Янівка Західна (пол. Janówka Zachodnia) — село в Польщі, у гміні Комарув-Осада Замойського повіту Люблінського воєводства. Населення — 255 осіб (2011).

## Історія
За даними етнографічної експедиції 1869—1870 років під керівництвом Павла Чубинського, у селі Янівка переважно проживали греко-католики, але населення здебільшого розмовляло польською мовою.
У 1975—1998 роках село належало до Замойського воєводства.

## Демографія
Демографічна структура станом на 31 березня 2011 року:
|          | Загалом | Допрацездатний вік | Працездатний вік | Постпрацездатний вік |
| -------- | ------- | ------------------ | ---------------- | -------------------- |
| Чоловіки | 128     | 19                 | 85               | 24                   |
| Жінки    | 127     | 19                 | 68               | 40                   |
| Разом    | 255     | 38                 | 153              | 64                   |